# Uomo forzuto

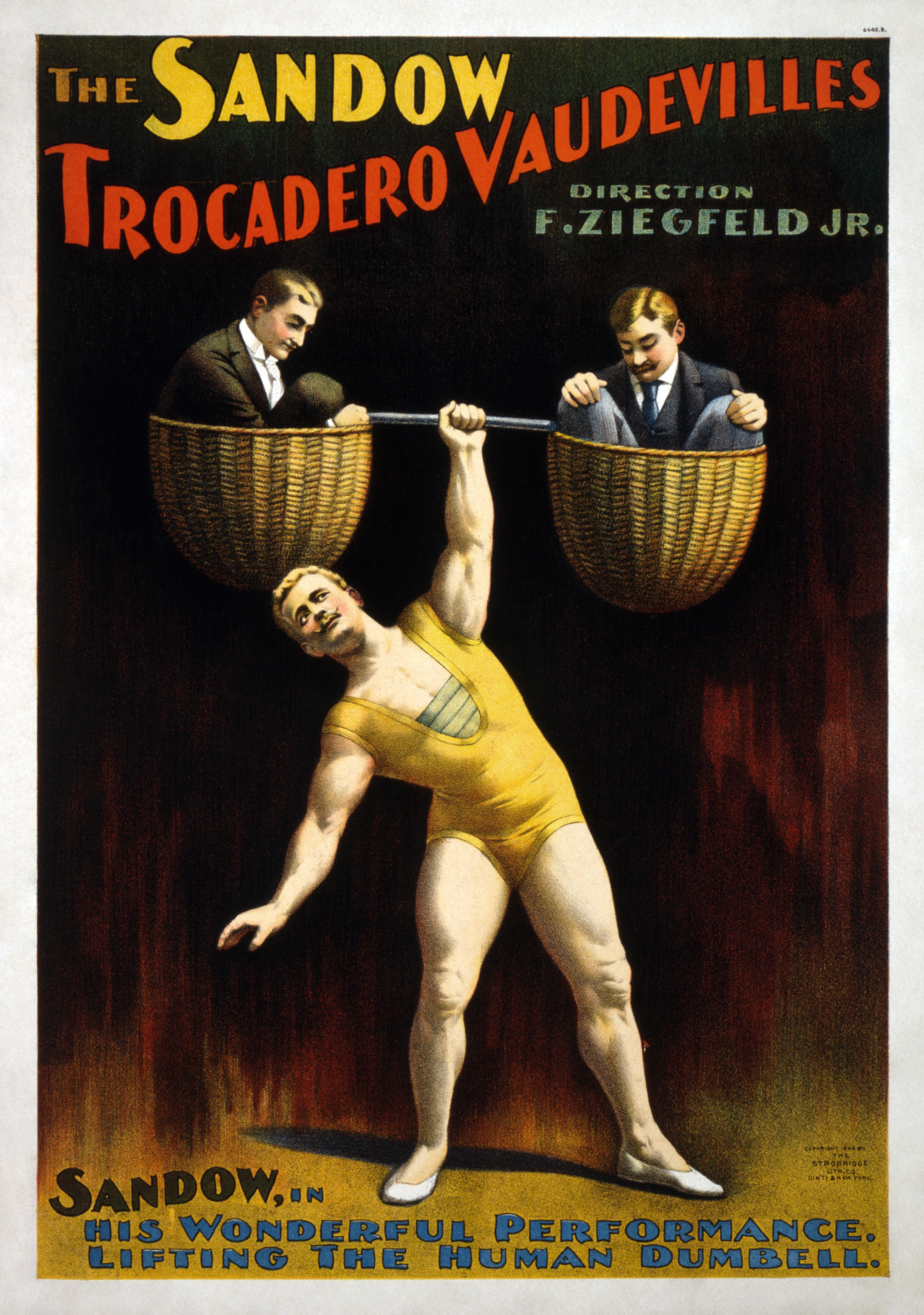
Manifesto del The Sandow Trocadero Vaudevilles con Eugen Sandow (1894)

L'uomo forzuto è una figura degli spettacoli circensi, vaudeville o fenomeni da baraccone, specializzata nelle dimostrazioni atletiche di forza. In lingua inglese l'uomo forzuto viene chiamato "strongman" (dal significato letterale analogo), termine che nel mondo anglosassone è stato mantenuto per indicare anche il relativo sport (vedi strongman).

## Storia

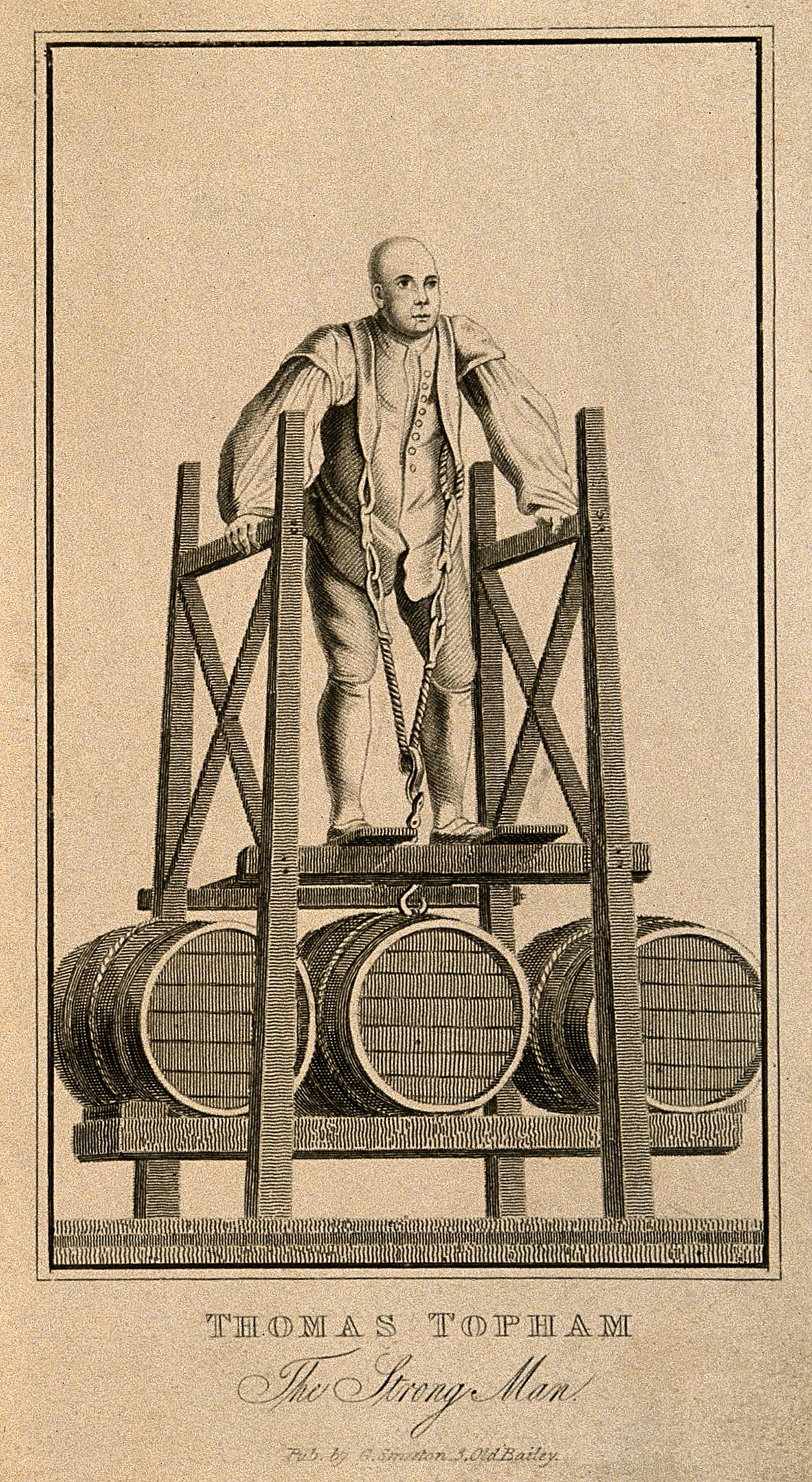
Incisione mostrante Thomas Topham mentre solleva i tre barili d'acqua

I primi uomini forzuti (nell'accezione dell'intrattenimento) di cui si ha traccia vissero nella seconda metà del XVIII secolo, in concomitanza con le prime esibilizioni circensi in senso moderno. Nel 1700 diversi circhi di strada e fenomeni da baraccone attraversavano l'Inghilterra, presentando vari spettacoli acrobatici e dimostrazioni atletiche. Thomas Topham, artista di strada, fu uno dei primi uomini forzuti della storia mai registrati. Fra le tante imprese particolari di Topham, una delle più memorabili fu il sollevamento di tre barili pieni d'acqua in cima ad una piattaforma usando solo il collo, il 28 maggio del 1741.
Altri uomini forzuti divennero particolarmente noti nel XIX secolo e a cavallo col XX secolo, quasi tutti atleti circensi. Tra questi, il tedesco Arthur Saxon, ricordato in particolare per i primati nell'esercizio di bent press (riuscì a sollevare 168 kg sopra la testa con un solo braccio), gli scozzesi Angus Graham, Angus MacAskill, Donald Dinnie (noto soprattutto per la cosiddetta sfida delle "Dinnie stones") e William Bankier, il polacco Zishe Breitbart e l'inglese Otto Eberstadt, il quale si esibiva assieme alla moglie contorsionista Allissa Vasilevich.

## Artisti famosi[4][5]
- Alexander Zass
- Angus Graham
- Angus MacAskill
- Arthur Saxon
- Bill Gillette
- Donald Dinnie
- Eugen Sandow

- Georg Hackenschmidt
- Giovanni Battista Belzoni[6][7]
- Joe Greenstein
- John Holtum
- Louis Cyr
- Otto Eberstadt
- Pierre Gasnier

- Siegmund Breitbart
- The Great Gama
- Thomas Inch
- Thomas Topham
- William Bankier
- Zishe Breitbart
- Paul Trappen